# Penrose (Nouvelle-Zélande)
Pour les articles homonymes, voir Penrose.
Penrose est une banlieue industrielle de la cité d’Auckland, située dans l’île du Nord de la Nouvelle-Zélande.

## Situation
Elle est localisée à une distance de 9 kilomètres vers le sud-est du centre d'Auckland, entre la banlieue d’Oranga et celle de Mount Wellington, et tout près de Mangere Inlet (en), un bras du Port de Manukau.
Elle est limitée au nord et au nord-est par la banlieue d’Ellerslie, à l’est par celle de Mount Wellington, au sud-est par Southdown, au sud par Te Papapa, au sud-ouest par Oranga, à l’ouest par One Tree Hill, au nord-ouest par Greenlane.
La gare est celle de Penrose (en).

## Population
Selon le recensement de 2006 en Nouvelle-Zélande, Penrose avait une population de seulement 675 habitants, du fait de la haute densité industrielle et des sites commerciaux du secteur .
En 2008, il y avait ainsi dans le secteur 44 975 employés et 4 998 entreprises, soit 14 % des emplois d'Auckland et 7 % des entreprises. 
Parmi celles ci, 16 % sont des manufactures, 14 % des grossistes, 10 % des structures administratives et des services de support, 10 % des services professionnels scientifiques et techniques, 8 % des entreprises de construction et 6 % en rapport avec le transport, la poste et les entrepôts .

## Histoire
Initialement, le secteur fut acheté à trois chefs maoris locaux par la famille Williams à la fin des années 1830, la ferme étant dénommée Penrose d’après leur maison de Cornouaille, en  Angleterre.
La ligne de chemin de fer d’Auckland à Onehunga passe par la banlieue de Penrose (maintenant connue comme la Onehunga Line (en)) qui fut l’une des premières lignes fondées par le Gouvernement en Nouvelle-Zélande et ouverte en 1873.
Elle fut construite par le gouvernement provincial d’Auckland (en).
L’industrie commença à fleurir dans le secteur vers 1920, du fait de sa connexion étroite avec la ligne de chemin de fer principale et la route majeure (Great South Road (en)) avec ses liens de transport importants, étendus plus tard par la construction de l’autoroute State Highway 1/S H1), construite en suivant le même alignement en 1950.
À cette époque, environ 5 000 travailleurs travaillaient dans la banlieue.
La nouvelle autoroute et les déplacements des activités industrielles et de fabrication en-dehors des anciens centres comme Auckland CBD ont entraîné rapidement un boom dans la zone de Penrose et Mount Wellington. 
Les industries ont aussi constitué un tremplin à succès pour la construction de maisons d’état (en) tout près et pour fournir du travail dans le secteur.
A ce jour, la zone reste néanmoins presque exclusivement industrielle, avec un mélange de zones de désindustrialisation et de sites nouvellement établis.
L’embranchement de la ligne de chemin de fer d’Onehunga Branch (en) de la ligne nord d’Auckland (en) est aussi à Penrose.

## Éducation
- Malgré la faible population locale, Penrose est le site de l’ancienne Penrose High School, qui en 2008 changea de nom en Collège de One Tree Hill (en), pour se distinguer des associations industrielles du même nom [4].

L’école attire de nombreux étudiants des alentours, certains élèves venant de plus de 20 km.
- D’autres écoles secondaires couvrent le secteur et en particulier le St Peter's College.

- La Auckland Japanese Supplementary School, une Japanese supplementary school, tient ses cours près de la One Tree Hill College[5].

## Sport et loisirs
La banlieue de Penrose est le siège des New Zealand Warriors, qui sont basés au Mount Smart Stadium.